# Nezávislá kandidátka
Nezávislá kandidátka (zkratka NeKa) je české politické hnutí oficiálně zaregistrované 17. července 2020.

## Vedení hnutí
Předsedkyní hnutí NeKa je od ledna 2023 Ivana Horká, která tuto funkci vykonávala již v období od července 2020 do července 2021.

## Účast ve volbách

### Volby do Senátu PČR

#### Rok 2020
Ve volbách do Senátu PČR v roce 2020 byla kandidátkou hnutí NeKa v obvodu č. 51 – Žďár nad Sázavou OSVČ a tehdejší předsedkyně hnutí Ivana Horká. V prvním kole voleb získala 6 853 hlasů (tj. 19,93 %), skončila třetí, a nepostoupila tak do druhého kola.

### Volby do zastupitelstev krajů

#### Rok 2024
Ve volbách do zastupitelstev krajů v roce 2024 hnutí NeKa kandidovalo do Zastupitelstva Kraje Vysočina. Lídryní kandidátky byla Ivana Horká. Hnutí ve volbách obdrželo 600 hlasů (tj. 0,41 %), a nezískalo tak žádný mandát.

## Volební výsledky

### Senát PČR
| Volby | Senátní obvod            | Kandidát    | Volební strana | Navrhující strana | Politická příslušnost | První kolo | První kolo | Druhé kolo | Druhé kolo |
| Volby | Senátní obvod            | Kandidát    | Volební strana | Navrhující strana | Politická příslušnost | Hlasy      | Hlasy      | Hlasy      | Hlasy      |
| Volby | Senátní obvod            | Kandidát    | Volební strana | Navrhující strana | Politická příslušnost | Celkem     | %          | Celkem     | %          |
| ----- | ------------------------ | ----------- | -------------- | ----------------- | --------------------- | ---------- | ---------- | ---------- | ---------- |
| 2020  | č. 51 – Žďár nad Sázavou | Ivana Horká | NeKa           | NeKa              | NeKa                  | 6 853      | 19,93      | –          | –          |

### Zastupitelstva krajů
| Volby | Kraj          | Kandidátní listina   | Hlasy  | Hlasy | Mandáty | Mandáty |
| Volby | Kraj          | Kandidátní listina   | Celkem | %     | Mandáty | Mandáty |
| Volby | Kraj          | Kandidátní listina   | Celkem | %     | Zvoleno | ±       |
| ----- | ------------- | -------------------- | ------ | ----- | ------- | ------- |
| 2024  | Kraj Vysočina | Nezávislá kandidátka | 600    | 0,41  | 0       | –       |